# Yngve Casslind
Yngve Hilmer Casslind (* 28. Juni 1932 in Södertälje; † 17. September 1992 in Umeå) war ein schwedischer Eishockeytorwart. 

## Karriere
Yngve Casslind begann seine Karriere als Eishockeyspieler beim IK Göta, für dessen Profimannschaft er von 1951 bis 1957 in der Division 1, der damals höchsten schwedischen Spielklasse, aktiv war. Anschließend verbrachte der Torwart vier Jahre beim Ligarivalen Skellefteå AIK, bei dem er 1961 bereits im Alter von 29 Jahren seine Karriere beendete.  

### International
Für Schweden nahm Casslind an den Olympischen Winterspielen 1956 in Cortina d’Ampezzo teil. Zudem stand er im Aufgebot seines Landes bei der Weltmeisterschaft 1957, bei der er mit seiner Mannschaft die Goldmedaille gewann. Als bestes europäisches Team wurde Schweden zudem Europameister. 

## Erfolge und Auszeichnungen
- 1957 Goldmedaille bei der Weltmeisterschaft